# Saint-Sornin-Leulac
 Saint-Sornin-Leulac  (en occitano Sent Sòrnin) es una población y comuna francesa, situada en la región de Lemosín, departamento de Alto Vienne, en el distrito de Bellac y cantón de Châteauponsac.

## Demografía
| 840 | 798 | 672 | 675 | 600 | 623 | 647 |
| Para los censos de 1962 a 1999 la población legal corresponde a la población sin duplicidades (Fuente: INSEE [Consultar]) |     |     |     |     |     |     |